# Бжезувка (Ропчицько-Сендзішовський повіт)
Бжезувка (пол. Brzezówka) — село в Польщі, у гміні Ропчиці Ропчицько-Сендзішовського повіту Підкарпатського воєводства.
Населення — 1121 особа (2011).
У 1975-1998 роках село належало до Ряшівського воєводства.

## Демографія
Демографічна структура станом на 31 березня 2011 року:
|          | Загалом | Допрацездатний вік | Працездатний вік | Постпрацездатний вік |
| -------- | ------- | ------------------ | ---------------- | -------------------- |
| Чоловіки | 561     | 130                | 377              | 54                   |
| Жінки    | 560     | 103                | 340              | 117                  |
| Разом    | 1121    | 233                | 717              | 171                  |